# Christian Kerez

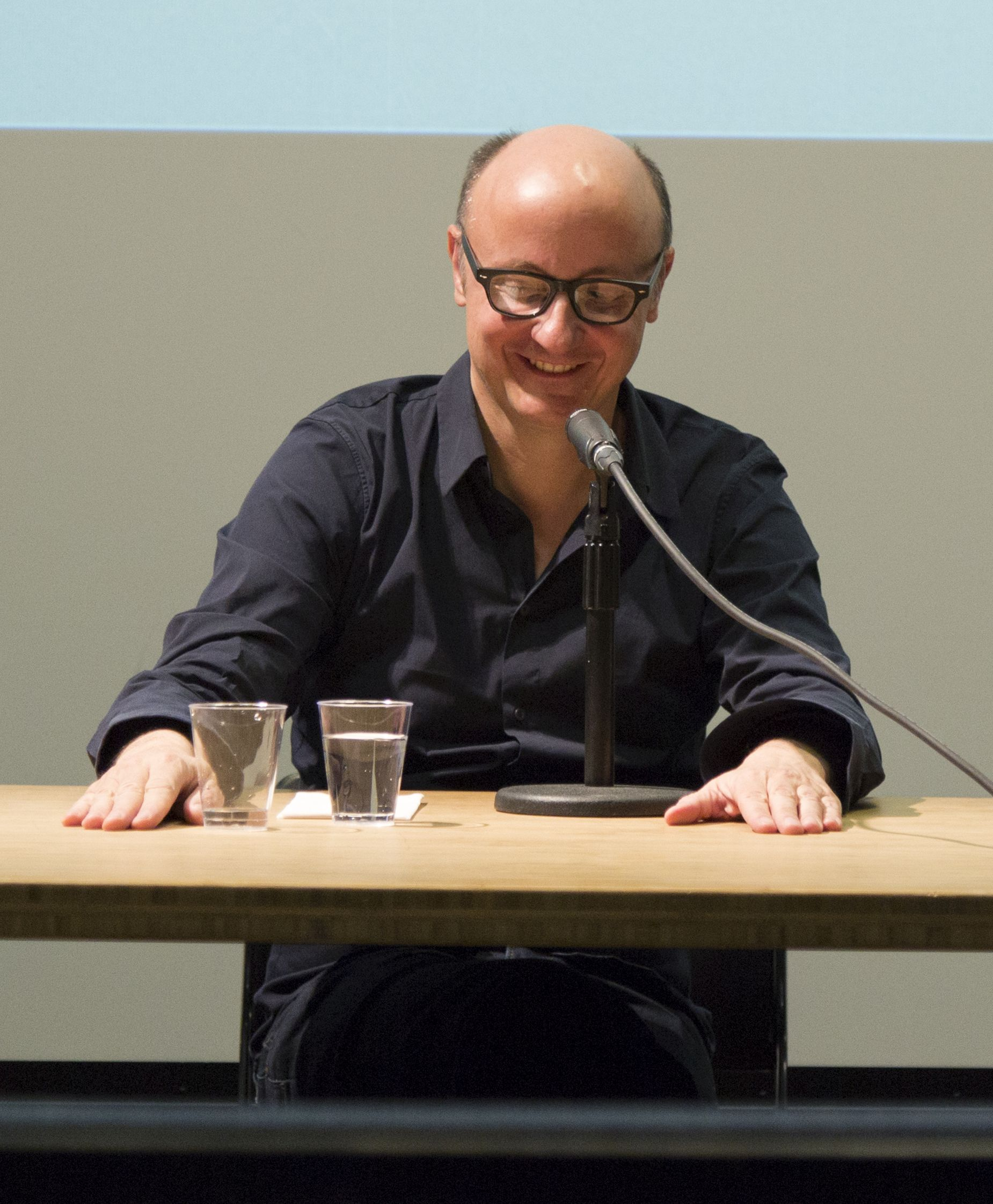
Christian Kerez (2017)

Christian Kerez (* 1962 in Zürich) ist ein Schweizer Architekt, Architekturfotograf und emeritierter Universitätsprofessor.

## Werdegang
Christian Kerez studierte bis 1991 Architektur an der ETH Zürich, arbeitete anschließend als Architekturfotograf und als Architekt bei Rudolf Fontana in Domat/Ems und gründete 1993 ein eigenes Architekturbüro in Zürich. Kerez lehrte an der ETH Zürich, als Gastprofessor (2001–03), als Assistenzprofessor (2003–09) und als Professor (2009–25) und den Kenzo Tange Chair an der Harvard University (2012–13). 2016 entwarf er den Schweizer Pavillon auf der Architekturbiennale Venedig. 

## Werk
Fotografie
Kerez fotografierte für Herzog & de Meuron, Bearth & Deplazes, Conradin Clavuot, Miroslav Šik, Pablo Horváth, Gerold Wiederin, Valerio Olgiati und Marques Zurkirchen.
Entwürfe bei Rudolf Fontana

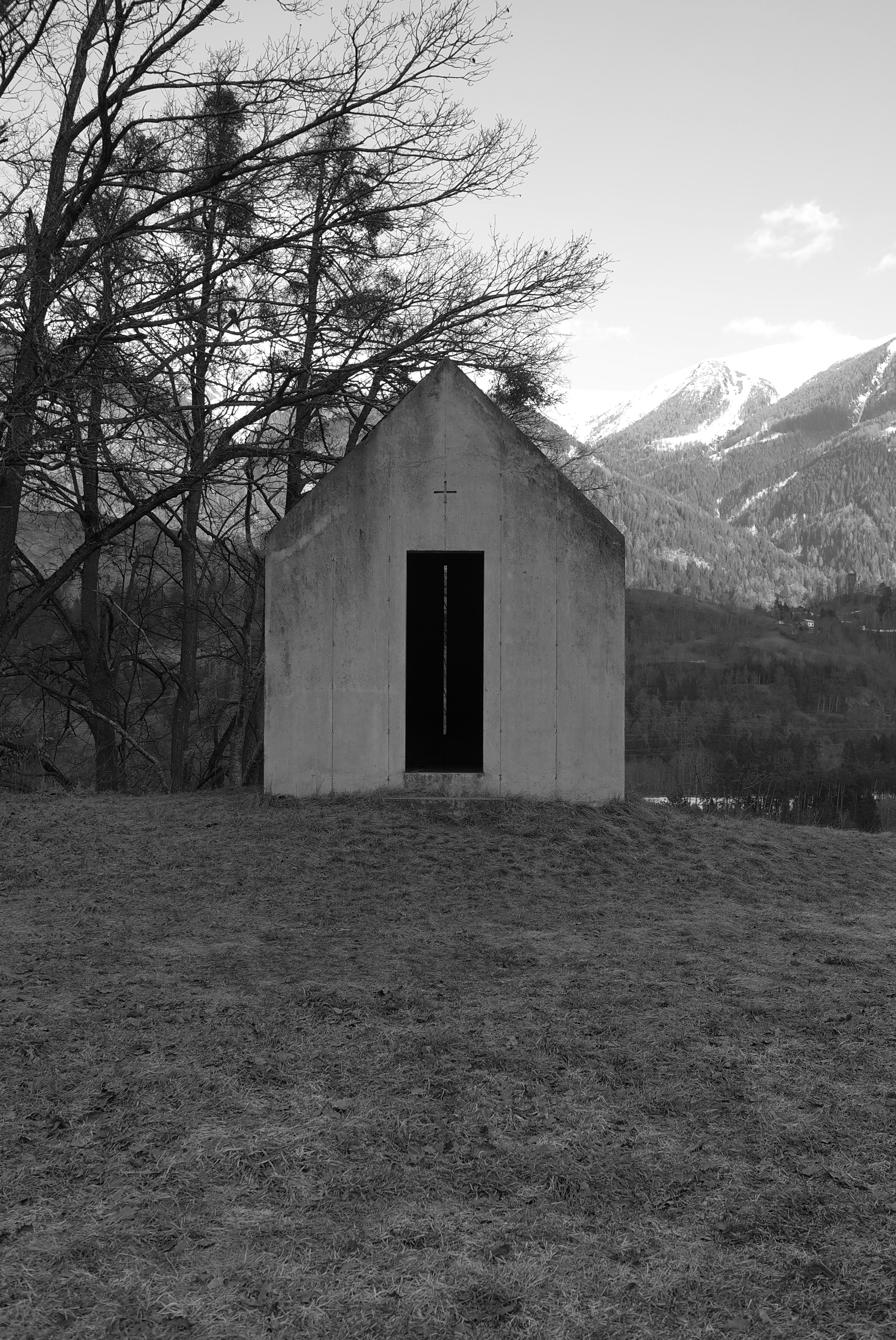
St. Nepomuk, Cazis-Oberrealta

- 1991–93: St. Nepomuk, Cazis-Oberrealta[13][14]
- 1992–93: Aufbahrungshalle, Bonaduz[15]

Bauten

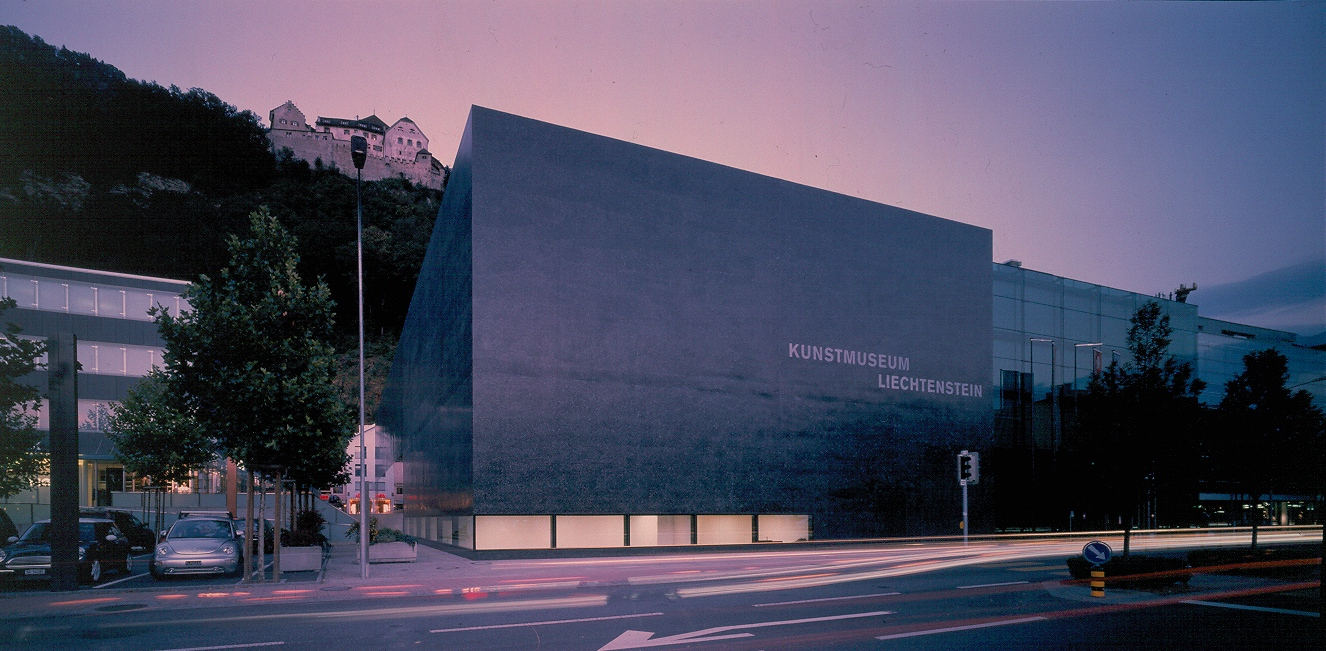
Kunstmuseum Liechtenstein

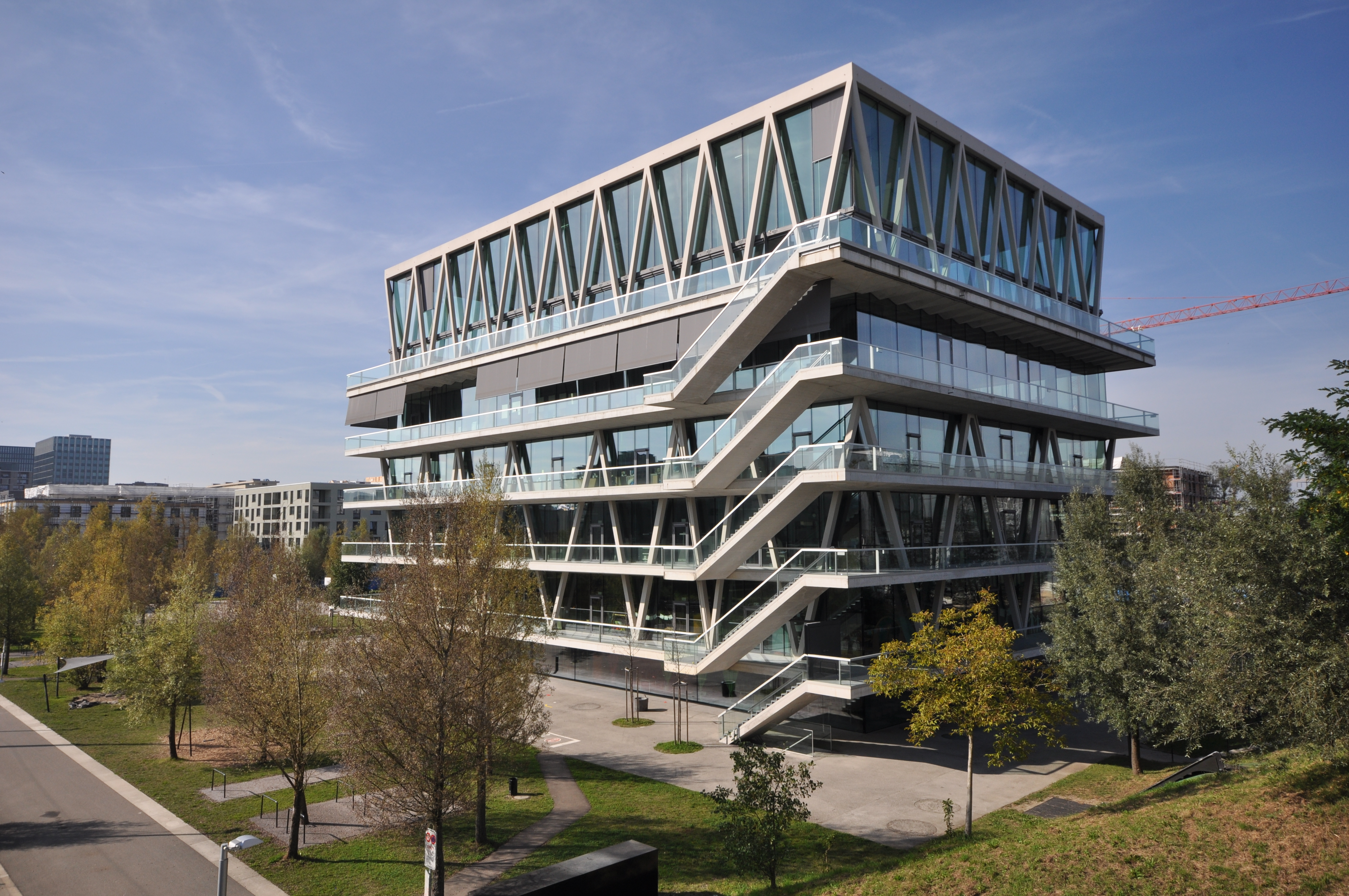
Schulhaus Leutschenbach

Eine Auswahl von Kerez Bauten werden fotografisch von Mikael Olsson dokumentiert.
- 1997–2000: Kunstmuseum Liechtenstein, Vaduz, mit Morger Degelo und Bauingenieur Joseph Schwartz[17]
- 1999–2003: Mehrfamilienhaus Forsterstrasse, Zürich mit Bauingenieur Joseph Schwartz
- 1999–2003: Schulhaus Breiten, Eschenbach[18]
- 2004–07: Haus mit einer Wand, Zürich
- 2002–09: Schulhaus Leutschenbach, Zürich, mit Landschaftsarchitekt Maurus Schifferli und Bauingenieure Joseph Schwartz und Mario Monotti
- 2006–13: Haus mit Seeblick, Thalwil
- 2009–14: Haus mit fehlender Säule, Zürich, mit Bauingenieur Joseph Schwartz[19]
- 2009–13: Paraisopolis, São Paulo
- 2013–18: Bürogebäude Lyon Confluence Îlot A3, Lyon
- 2013–21: Haus Tomio Okamura, Prag
- 2021: Bahrain Pavilion Expo 2020, Dubai, mit Bauingenieur Joseph Schwartz
- 2023: Vier Parkhäuser, Al-Muharraq mit Ferrari Gartmann, Mario Monotti, Neven Kostic

Wettbewerbe
- 1997: Ankauf Berufsschule Salzmagazin, Zürich mit Bauingenieur Walter Bieler[20]
- 1998: 2. Preis Restaurant Caumasee mit Bauingenieur Walter Bieler[21]

## Auszeichnungen und Preise
- 1994: Auszeichnung für gute Bauten Graubünden, für St. Nepomuk, Cazis-Oberrealta
- 1999: Eidgenössisches Kunststipendium
- 2002: Auszeichnung – Balthasar-Neumann-Preis für Kunstmuseum Liechtenstein, Vaduz[22]
- 2003: Hase in Gold, für Garten-Mehrfamilienhaus Forsterstrasse, Zürich[23]
- 2005: Architekturpreis Beton, für Mehrfamilienhaus Forsterstrasse, Zürich
- 2005: Auszeichnung für gute Bauten der Stadt Zürich 2002–2005, für Mehrfamilienhaus Forsterstrasse, Zürich[24]
- 2009: Prix Acier, für Schulhaus Leutschenbach
- 2009: Hase in Gold, für Schulhaus Leutschenbach
- 2012: Fellow of the Royal Institute of British Architects
- 2017: Médaille de l’Urbanisme, Academie d’Architecture
- 2019: Prix équerre d’argent, catégorie "activités" für Bürogebäude Lyon Confluence

## Akademische und praktische Mitarbeiter
- Tamara Bonzi, Helena Brobäck, Savvas Ciriacidis, Angela Deuber, Romina Grillo, Tibor Joanelly[25], Jürg Keller[26], Jan Kinsbergen[27], Federico Rossi, Christian Scheidegger, Peter Sigrist, Jonas Ulmer

## Ausstellungen
- 2006: Innenansichten, Arbeiten von Christian Kerez, Schweizerisches Architekturmuseum, Basel
- 2008: Conflicts Politics Construction Privacy Obsession, De Singel Int. Art Campus, Antwerpen
- 2009: Traum & Wirklichkeit, aut. architektur und tirol, Innsbruck
- 2013: Contrast & Continuity, Graduate School of Design, Harvard University, Cambridge MA
- 2013: The Rule of the Game, Toto Gallery MA, Tokyo
- 2016: Incidental Space (Kurator: Sandra Oehy), Biennale di Venezia

## Bücher
- Conflicts Politics Construction Privacy Obsession. Materialien zur Arbeit von Christian Kerez. Ausstellungskatalog. Hatje Cantz Verlag, Ostfildern 2008
- El Croquis 145: Christian Kerez 2000-2009. Fundamentos arquitectonicos/Basics on architecture. Texte von Georg Frank, Hans Frei und Christian Kerez. El Croquis, Madrid 2009
- Christian Kerez: Uncertain Certainty. TOTO, Tokyo 2013
- El Croquis 182: Christian Kerez 2010–2015. Mit einem Glossar von Christian Kerez. El Croquis, Madrid 2015
- Benedict Esche / Benedikt Hartl (Hrsg.): REMINISCENCE. ea Edition Architektur, München, 2016
- a+u 2022:06 Feature: Christian Kerez
- Heinz Wirz (Hrsg.): Atelier Scheidegger Keller. Workbook. Quart Verlag, Luzern 2023 mit Beiträgen von Raphael Zuber, Christian Kerez, Tibor Joanelly und Christoph Wieser